# آنتونیو سیلوا (بازیکن فوتبال)
آنتونیو سیلوا (انگلیسی: António Silva؛ زادهٔ ۳۰ اکتبر ۲۰۰۳) بازیکن فوتبال اهل پرتغال است.
وی همچنین در تیم‌های ملی فوتبال زیر ۱۶ سال پرتغال، زیر ۱۷ سال پرتغال، زیر ۱۸ سال پرتغال، زیر ۱۹ سال پرتغال، و زیر ۲۱ سال پرتغال بازی کرده‌است.

## افتخارات
- قهرمانی لیگ برتر فوتبال پرتغال به همراه بنفیکا
- قهرمانی سوپرجام فوتبال پرتغال به همراه بنفیکا